# Zdeňka Roztočilová
Zdeňka Roztočilová (Plátková) (* 21. ledna 1957 Semily) je sochařka, keramička, šperkařka, restaurátorka a pedagožka.

## Život
Zdeňka Roztočilová se narodila 21. ledna 1957 v Semilech.  Je dcerou rytce skla, pedagoga a bývalého ředitele Uměleckoprůmyslové školy sklářské v Železném Brodě Miroslava Plátka. V letech 1972 - 1976 absolvovala obor lisování skla na Střední uměleckoprůmyslové škole sklářské v Železném Brodu a v letech 1976 - 1983 studovala na Vysoké škole uměleckoprůmyslové v Praze v oddělení šperku, glyptiky a skla v architektuře u prof. Josefa Soukupa. V letech 1982-1984 působila jako pedagog na SUPŠ sklářské v Železném Brodu. Zúčastnila se sympozií Šperk a drahokam v Turnově (1984, 1989, 2000), Mezinárodního šperkařského sympozia v Kremnici (1991), šperkařského sympozia ve Smržovce (1999) a sympozia Umenie v kúpeloch ve Štrbském Plese (1999).
Žije a tvoří v Malé Skále u Turnova.

## Dílo
Roztočilová patří ke generaci šperkařů narozených v 50. letech, které na přelomu 60. a 70. let ovlivnil konstruktivismus a op-art. Začínala s klasickými kovovými šperky, kombinovanými mnohdy s drahokamy. Později vytvořila kolekce mosazných šperků montovaných s umělým kamenem (corianem). Šperky Zdeňky Roztočilové jsou střízlivé geometrické konstrukce, jejichž vzhled ovlivňuje použitý materiál. Autorka stále experimentuje a po sérii šperků z mosazi a pakfongu, které kombinovala s perletí, vyzkoušela plast napodobující žulu. Její brože, jehlice a náušnice jsou ukázkou velkorysého sochařského cítění, které respektuje pravidla nositelného šperku, ale nedá se jimi příliš svazovat. Pod vlivem svého manžela Petra Roztočila začala používat netradiční materiály jako bílý korál, hlínu a další přírodniny. Je autorkou kolekce šperků z neglazované pálené hlíny, které rehabilitovaly keramiku jako přínosný materiál. Její brože se vyznačují čistým geometrickým tvarem bez přebytečných dekorativních prvků. Výjimečně do šperku začlenila motiv z obecného kovu, např. mědi. Keramika ale figuruje jako hlavní a plnohodnotný materiál a kov je vždy pouhým doplňkem.

### Zastoupení ve sbírkách
- Uměleckoprůmyslové museum v Praze
- Moravská galerie v Brně[9]
- Slovenská národná galéria v Bratislave[10]
- Severočeské muzeum v Liberci
- Muzeum skla a bižuterie v Jablonci nad Nisou

### Výstavy

#### Autorské
- 1991 Galerie Tiller, Vídeň
- 1995 Středoevropská galerie Praha (se Z. Laštovičkovou)
- 1996 Galerie U Prstenu, Praha (s M. Šílenou)

#### Kolektivní (výběr)
- 1983 Mezinárodní výstava bižuterie, Jablonec nad Nisou
- 1984 Přehlídka mladých severočeských výtvarných umělců, Ústí nad Labem, Teplice
- 1985 Užité umění a realizace v architektuře, Teplice
- 1985 Výtvarníci Jablonecka, Muzeum skla a bižuterie v Jablonci nad Nisou
- 1985 Výstava prací absolventů vysokých uměleckých škol. XIII. výtvarné léto Maloskalska, Výstavní síň Malá skála, Malá Skála (Jablonec nad Nisou)
- 1987 Užité umění výtvarných umělců do 35 let, Mánes, Praha
- 1987 Mezinárodní výstava bižuterie, Muzeum skla a bižuterie v Jablonci nad Nisou
- 1989 Jozef Soukup a jeho žáci, Galerie Václava Špály, Praha
- 1989 Salon, Muzeum skla a bižuterie v Jablonci nad Nisou
- 1990 Kov a šperk: Oborová výstava, Galerie Václava Špály, Praha
- 1991/1992 Výsledky 2. mezinárodního sympozia šperku v Kremnici, Kremnica, Dům slovenské kultury, Praha
- 1992 Aura, Výstava drobnej plastiky, umeleckého šperku a odevného doplnku, Galéria mesta Bratislavy
- 1992 Šperk a drahokam, Moravská galerie v Brně
- 1992 Pravěký a moderní šperk, Regionální muzeum v Teplicích[11]
- 1993 Kov - šperk 1993, Dům umění města Brna
- 1993 Mezi tradicí a postmodernou, Moravská galerie v Brně
- 1993 Užité umění, Severočeské muzeum, Liberec
- 1994 Prostor pro šperk, Mánes, Praha
- 1994 Galerie d´Art, Montreux, Švýcarsko
- 1995 New Czech Jewellery, Barbican Centre, Londýn
- 1995/1996 Mezi ozdobou a funkcí II, Moravská galerie v Brně, Výstaviště Praha, Praha-Bubeneč, Severočeské muzeum, Liberec
- 1997 Český moderní šperk ve Stříbře, Minoritský klášter, Stříbro, Moravská galerie v Brně, Novoměstská radnice, Praha
- 1997 Moderní šperk z Prahy, Galerie Ludmily Baczynsky, New York, Gallery Miller, New York
- 1998 Český moderní šperk ve Stříbře, Stará radnice, České Budějovice, Gallery Marzee, Nijmegen, České centrum, Bukurešť, Gallery Vartal, Vilnius, Muzeum skla a bižuterie Jablonec nad Nisou
- 1999 Schmuck ´99, Handwerkmesse, Mnichov
- 1999 Netradiční šperk, Severočeské muzeum Liberec
- 2000 Šperk a drahokam, Muzeum Českého ráje Turnov
- 2000 The Ego Adorned, 20th Century Artist´s Jewellery, Antverpy
- 2007 Struktury - Český šperk, Structure - Czech Jewelry, Delegation of Prague to the EU (Pražský dům), Brusel
- 2015 Umění Pojizeří: 55, Muzeum a Pojizerská galerie Semily
- 2016 Purity of Materia 2016, Munich Jewellery Week, Mnichov[12]
- 2022 In Corona Times, České centrum Mnichov[13]
- 2022 Vesmír - výstava autorského skla a šperku, Muzeum skla a bižuterie v Jablonci nad Nisou[14]

### Diplomová práce
- Jana Maršíková, Šperk z netradičních materiálů, PedF UK Praha 2008 on line

### Katalogy
- Věra Vokáčová, Šperk a drahokam, kat. sympozia Turnov 1986
- Sylva Petrová, Užité umění výtvarných umělců do 35 let, SČVU 1987
- Antonín Langhamer, Jozef Soukup a jeho žáci, SČVU 1989
- Věra Vokáčová, Kov a šperk: Oborová výstava, Unie výtvarných umělců České republiky 1990
- Agneša Schrammová a kol., Aura, Výstava drobnej plastiky, umeleckého šperku a odevného doplnku, Galéria mesta Bratislavy 1992
- Alena Křížová, Kov - šperk 1993, Dům umění města Brna 1993
- Kateřina Nora Nováková, Mezi ozdobou a funkcí II, Multi Level Trading s.r.o. 1995
- Alena Křížová, Český moderní šperk ve Stříbře / Czech Modern Jewelry in Stříbro, Asociace výtvarníků oboru kov - šperk 1997
- Petra Matějovičová, Struktury / Český šperk, Delegation of Prague to the EU (Pražský dům), Galerie U prstenu, Praha 2007
- Vladimír Mertlík, Evropský autorský šperk / Jewellery of Europe, Nadační fond Podepsáno srdcem, Agency Prague Cherry, spol. s.r.o., 2008
- Lenka Patková, Umění Pojizeří, Muzeum a Pojizerská galerie Semily 2015, ISBN 978-80-905890-1-8

### Souborné publikace
- Margueritte de Cerval, Dictionnaire International du Bijou, Paris 1998 (s. 472)
- Alena Křížová, Proměny českého šperku na konci 20. století, Academia, Praha 2002, ISBN 80-200-0920-5
- Jan Walgrave, Het Versierde Ego: het Kunstjuweel in de 20ste Eeuw = The ego adorned: 20th-century artists' jewellery, Koningin Fabiolazaal, Antwerpen 2000